# Biblioteca Estatal de Berlín

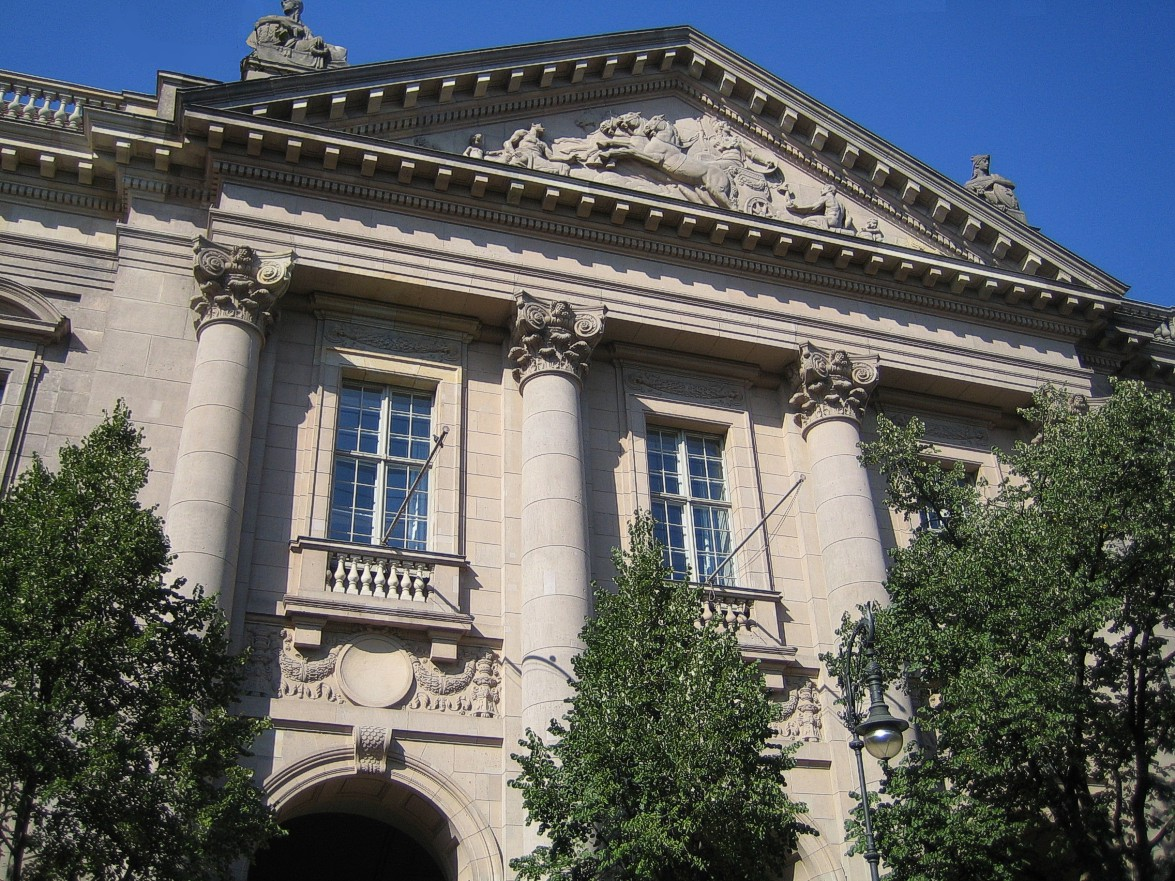
Staatsbibliothek zu Berlin (Sede 1), Imagen de la fachada.

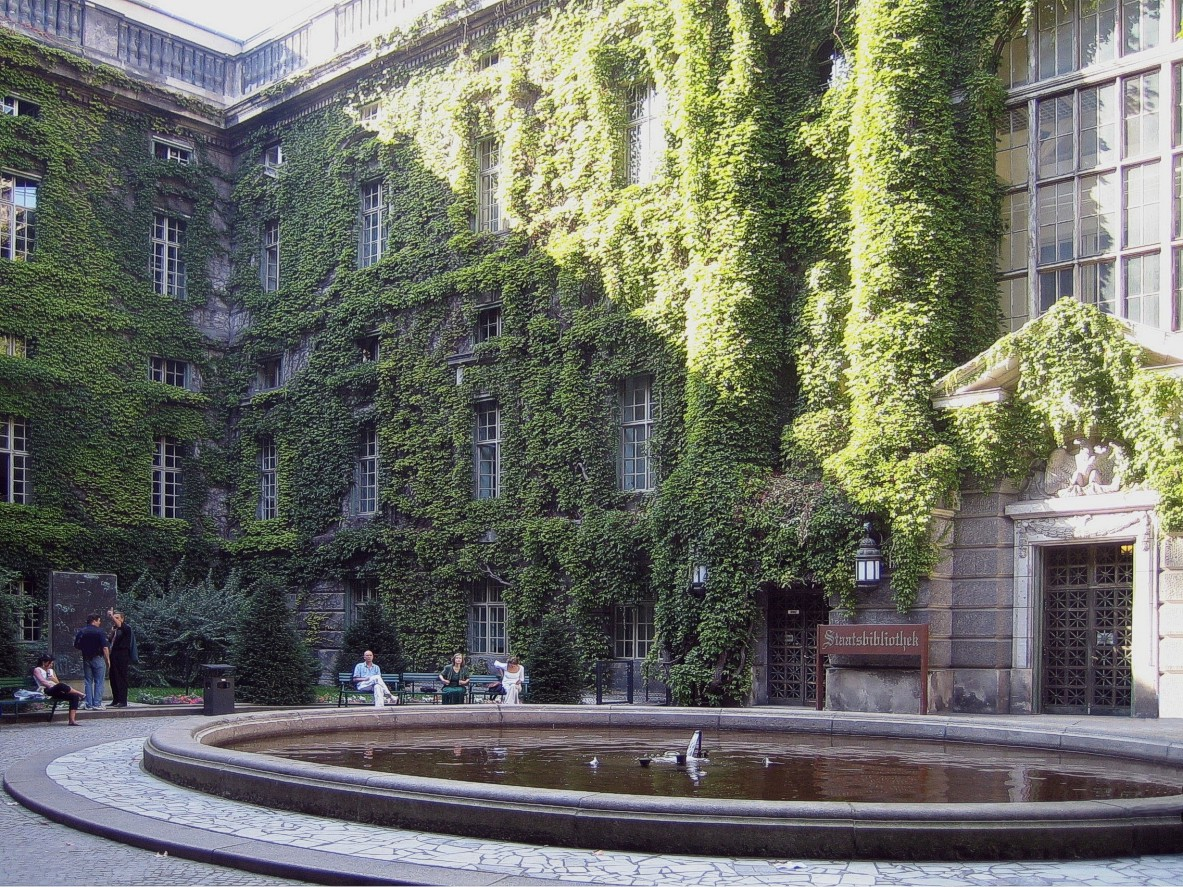
Staatsbibliothek zu Berlin (Sede 1), Patio interior.

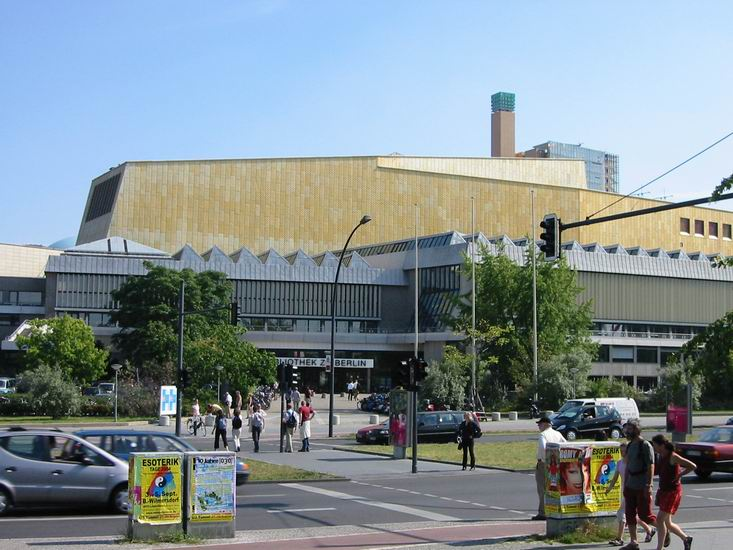
Staatsbibliothek zu Berlin (Sede 2).

La Biblioteca Estatal de Berlín (en alemán : Staatsbibliothek zu Berlin ; oficialmente abreviada como SBB , coloquialmente Stabi),  fundada en 1661, es la Biblioteca de Estado de Berlín y parte del Patrimonio Cultural Prusiano, una de las instituciones culturales más grandes de Europa.

## Historia
Fue fundada en 1661 como la Biblioteca del Príncipe Elector de Brandeburgo en Colonia del Spree (Churfürstliche Bibliothek in Cölln an der Spree), posteriormente Biblioteca Real Prusiana de Berlín (Königliche Bibliothek zu Berlin) entre 1701 a 1918.
Después de la Primera Guerra Mundial fue renombrada como Biblioteca Estatal Prusiana (Preußische Staatsbibliothek). Durante la Segunda Guerra Mundial todo su contenido (en aquel tiempo alrededor de tres millones de libros y otros materiales) fueron escondidos por seguridad en 30 monasterios, castillos y minas abandonadas. Una parte de sus colecciones regresaron a la sede original de Berlín en Unter den Linden (Este) después de 1945. En 1954 fue nombrada Biblioteca Estatal Alemana (Deutsche Staatsbibliothek) por la República Democrática Alemana.
Algunos elementos reordenados fueron inicialmente dados a la República Federal Alemana, y guardados después a fines de los años 70 en una nueva construcción elevada en la calle Potsdamer Straße de Berlín (al lado del Foro Cultural). Desde su reunificación el 1 de enero de 1992, la actual Staatsbibliothek zu Berlin – Preußischer Kulturbesitz ofrece un servicio en sus dos sedes en el distrito de Mitte, Avda. Unter den Linden, 8 (este) y en la calle Potsdamer Straße 33 (oeste). En la primera sede, se conservan el 80% de los manuscritos de Johann Sebastian Bach.
Recibió el apoyo donaciones de la Fundación Patrimonio Cultural Prusiano (Stiftung Preußischer Kulturbesitz), una importante entidad cultural del Estado alemán.
Algunos elementos de la colección se encuentran en Polonia y territorios pertenecientes a la antigua Unión Soviética.

## Ubicaciones

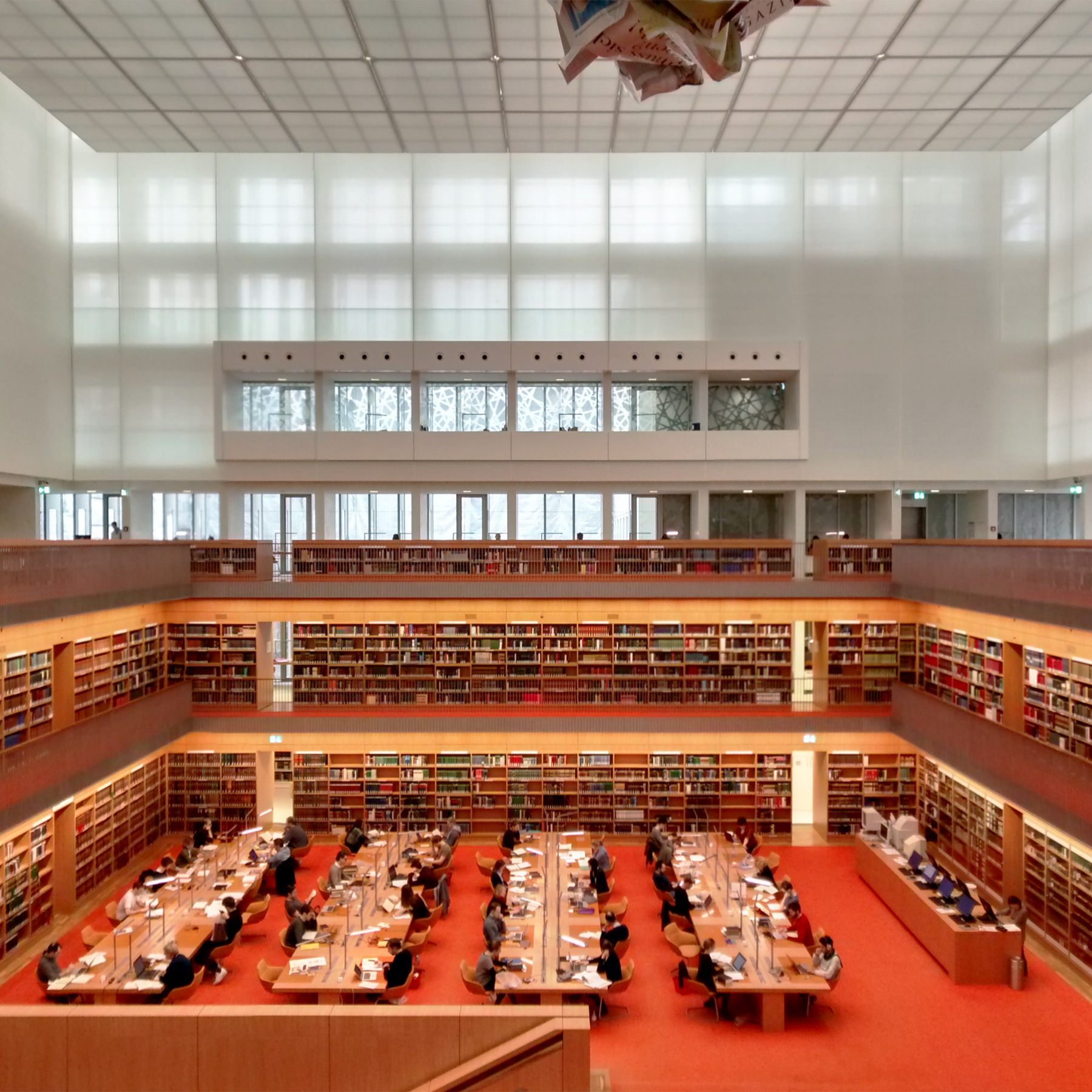
Nueva sala de lectura en la Haus Unter den Linden

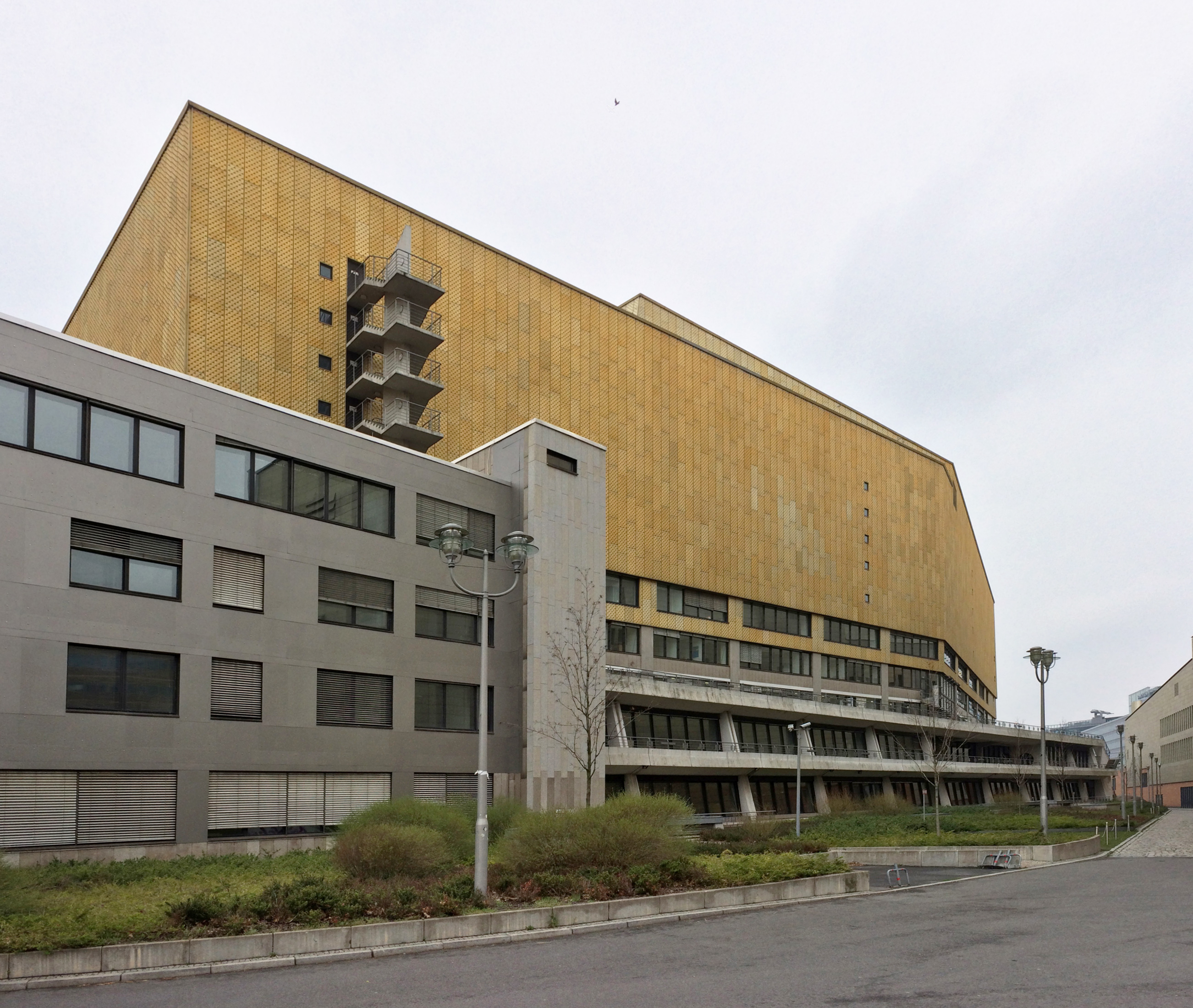
Haus Potsdamer Straße

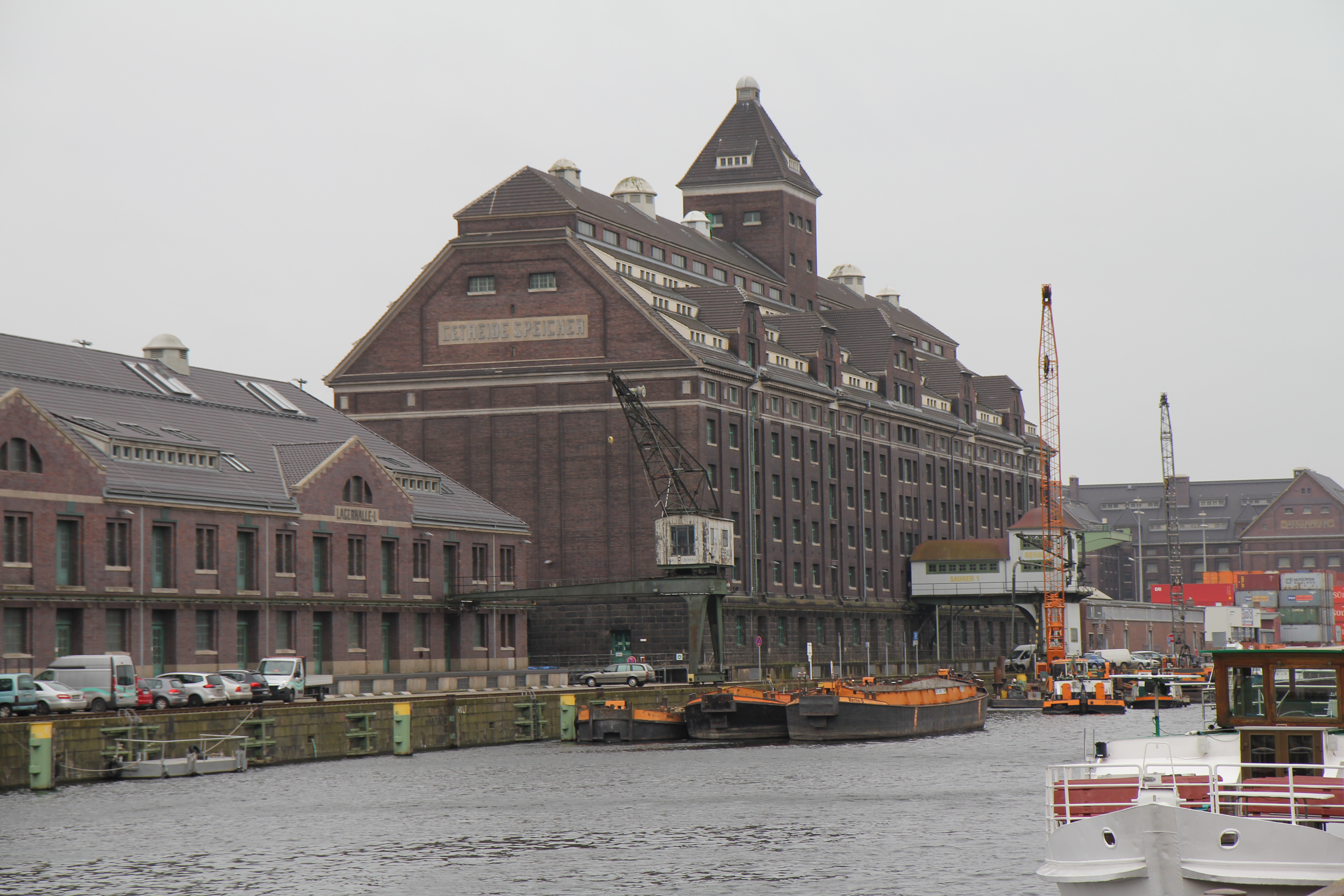
Antiguo granero de Westhafen que alberga el departamento de periódicos y la biblioteca infantil

La Biblioteca Estatal opera desde dos sitios públicos importantes, Haus Unter Den Linden y Haus Potsdamer Straße, llamada la "Biblioteca en Dos Casas". Hay ubicaciones subsidiarias adicionales para periódicos, revistas y archivos que no están abiertos al público. 

### Haus Unter Den Linden
El edificio principal original fue construido entre 1908 y 1913 por la Dirección Financiera y de Construcción de Prusia de Berlín, entonces responsable de las construcciones públicas en la ciudad. El diseño neobarroco es del popular arquitecto de la corte guillermina Ernst von Ihne y fue posteriormente adaptado por Alexander Baerwald, quien estaba a cargo de la dirección de la construcción. Frente al edificio hay una estatua ecuestre de Federico el Grande. El edificio sufrió daños en un 40% durante la Segunda Guerra Mundial, y después de la división de Berlín terminó en Berlín Este. Después de retrasos y sobrecostos, finalmente se completó un proyecto de restauración de 15 años en enero de 2021, incluida una nueva sala de lectura central translúcida en las ruinas de la antigua cúpula. La ubicación central es ahora la biblioteca de investigación histórica que alberga la colección hasta 1945 inclusive.

### Haus Potsdamer Straße
Este es el edificio más nuevo del Kulturforum en Potsdamer Straße en Berlín Occidental, diseñado por Hans Scharoun con una participación sustancial de Edgar Wisniewski. La construcción comenzó en 1967 para albergar aquellas partes de las propiedades evacuadas de la biblioteca de las zonas de ocupación aliadas occidentales al final de la Segunda Guerra Mundial. Después de 11 años de construcción, finalmente fue inaugurado por el presidente federal Walter Scheel y se abrió al público en 1978. Fue renovado de 1999 a 2001. Actualmente, el edificio se está remodelando para convertirlo en una biblioteca de investigación moderna como complemento de la Haus Unter. den Linden y albergará la colección desde 1946 en adelante.

## Inventario
- 10 millones de libros
- 4400 incunables
- 18 300 manuscritos occidentales
- 40 000 manuscritos orientales
- 250 000 autógrafos
- 66 350 autógrafos de música
- 1400 archivos personales
- 450 000 ediciones de música impresa
- 960 000 mapas y atlas
- 38 000 revistas por subscripción y series monográficas
- 180 000 volúmenes de periódicos antiguos y 400 periódicos por subscripción

## Bases de datos electrónicas
- 2.3 millones de microfichas y microfilms
- 13.5 millones de archivos de imágenes

## Enlaces relacionados
- Página de Staatsbibliothek zu Berlin

- Datos: Q170109
- Multimedia: Staatsbibliothek zu Berlin / Q170109